# Микунь (городское поселение)
Микунь — административно-территориальная единица (административная территория город районного значения с подчинённой ему территорией) и муниципальное образование (городское поселение с полным официальным наименованием муниципальное образование городского поселения «Микунь») в составе муниципального района Усть-Вымского в Республике Коми Российской Федерации.
Административный центр — город Микунь.

## История
Статус и границы административной территории установлены Законом Республики Коми от 6 марта 2006 года № 13-РЗ «Об административно-территориальном устройстве Республики Коми».
Статус и границы городского поселения установлены Законом Республики Коми от 6 марта 2006 года № 13-РЗ «Об административно-территориальном устройстве Республики Коми».

## Население
| 2010   | 2011    | 2012    | 2013    | 2014    | 2015    | 2016  |
| ------ | ------- | ------- | ------- | ------- | ------- | ----- |
| 10 740 | ↘10 672 | ↘10 424 | ↘10 292 | ↘10 180 | ↘10 088 | ↘9919 |
| 2017   | 2018    | 2019    | 2020    | 2021    | 2024    |       |
| ↘9837  | ↘9796   | ↘9684   | ↘9558   | ↘8527   | ↘8288   |       |

## Состав
Состав административной территории и городского поселения:
| № | Населённый пункт | Тип населённого пункта        | Население |
| - | ---------------- | ----------------------------- | --------- |
| 1 | Микунь           | город, административный центр | ↘8288     |
| 2 | Шежам            | посёлок                       | →0        |